# Kōhin-Südlinie
| Streckenlänge: | 19,9 km           |                                         |           |
| Spurweite: | 1067 mm (Kapspur) |                                         |           |
| Maximale Neigung: | 20 ‰              |                                         |           |
| Minimaler Radius: | 300 m             |                                         |           |
| Zweigleisigkeit: | nein              |                                         |           |
| |                   |                                         |           |
| \| \| 0,0 \| Okoppe (興部) \| 1921–1989 \| \| \| \| ↔ Nayoro-Hauptlinie \| 1921–1989 \| \| \| 8,3 \| Sawaki (沢木) \| 1935–1985 \| \| \| 10,5 \| Moto-Sawaki (元沢木) \| 1955–1985 \| \| \| 13,4 \| Sakaeoka (栄丘) \| 1948–1985 \| \| \| 16,2 \| Ōmu-Kyōei (雄武共栄) \| 1955–1985 \| \| \| 19,9 \| Ōmu (雄武) \| 1935–1985 \| \| \| \| unvollendete Strecke nach Kitami-Esashi \| \| |                   |                                         |           |
| Abzweig quer und von links (Strecke außer Betrieb) · Bahnhof quer (Strecke außer Betrieb) | 0,0               | Okoppe (興部)                           | 1921–1989 |
| Strecke (außer Betrieb) |                   | ↔ Nayoro-Hauptlinie                     | 1921–1989 |
| Bahnhof (Strecke außer Betrieb) | 8,3               | Sawaki (沢木)                           | 1935–1985 |
| Haltepunkt / Haltestelle (Strecke außer Betrieb) | 10,5              | Moto-Sawaki (元沢木)                    | 1955–1985 |
| Haltepunkt / Haltestelle (Strecke außer Betrieb) | 13,4              | Sakaeoka (栄丘)                         | 1948–1985 |
| Haltepunkt / Haltestelle (Strecke außer Betrieb) | 16,2              | Ōmu-Kyōei (雄武共栄)                    | 1955–1985 |
| Kopfbahnhof Streckenende (Strecke außer Betrieb) | 19,9              | Ōmu (雄武)                              | 1935–1985 |
| |                   | unvollendete Strecke nach Kitami-Esashi |           |

Die Kōhin-Südlinie (jap. 興浜南線, Kōhin-nansen) war eine Eisenbahnstrecke im Nordosten der japanischen Insel Hokkaidō. Sie war von 1935 bis 1985 in Betrieb.

## Beschreibung
Bei der Kōhin-Südlinie handelte es sich um eine Stichstrecke, die in Okoppe von der ebenfalls stillgelegten Nayoro-Hauptlinie abzweigte. Sie war kapspurig, eingleisig und nicht elektrifiziert. Die Kōhin-Südlinie verlief in nordwestlicher Richtung entlang der Küste des Ochotskischen Meeres und führte bis ins 19,9 km entfernte Ōmu. Erschlossen wurden je drei Bahnhöfe und Bedarfshaltestellen.
Der Bahnkörper ist zu einem großen Teil erhalten geblieben, die Brücken wurden jedoch entfernt.

## Geschichte
Im Anhang des revidierten Eisenbahnbaugesetzes von 1922 war das Projekt einer Eisenbahnstrecke zwischen den Städten Okoppe nach Hamatombetsu vermerkt. Diese Kōhin-Linie sollte die Nayoro-Hauptlinie mit der Tenpoku-Linie verbinden und dazu beitragen, entlang der gesamten Küste des Ochotskischen Meeres eine durchgehende Verbindung von Abashiri nach Wakkanai zu schaffen. Ebenso sollte die Land- und Forstwirtschaft in dieser dünn besiedelten und schlecht erschlossenen Gegend gefördert werden. Die Bauarbeiten begannen im Frühjahr 1933. Am 15. September 1935 erfolgte die Eröffnung der Kōhin-Südlinie von Okoppe nach Ōmu.
Ein Jahr später wurde auch die Kōhin-Nordlinie zwischen den Bahnhöfen Hama-Tombetsu und Kitami-Esashi eröffnet. Auf dem fehlenden 51,5 km langen Teilstück zwischen Ōmu und Kitami-Esashi bestand bereits ein bedeutender Teil des Unterbaus, doch nach dem Ausbruch des Pazifikkriegs im Juli 1937 stellte das Eisenbahnministerium sämtliche Bauarbeiten ein. Um die Rationierungsmaßnahmen während des Krieges zu unterstützen, stufte es verschiedene Nebenstrecken als „nicht dringlich“ ein und legte sie vorübergehend still. Am 1. November 1944 war auch die Kōhin-Südlinie von dieser Maßnahme betroffen. Etwas mehr als drei Monate nach Kriegsende wurde der Betrieb am 5. Dezember 1945 wiederaufgenommen.
Im Personenverkehr endete der Einsatz von Zügen mit Dampflokomotiven im Dezember 1955; an ihre Stelle traten Schienenbusse. 1960 hatte das Verkehrsministerium beschlossen, das noch fehlende Teilstück zu errichten, doch das Verkehrsvolumen nahm in den folgenden Jahren wegen der Landflucht und der Massenmotorisierung markant ab. Aus diesem Grund unterblieben weitere Bauarbeiten und das Projekt wurde 1977 endgültig aufgegeben. Im März 1975 endete der Dampfbetrieb auch im Güterverkehr. Diesen stellte die Japanische Staatsbahn am 1. Februar 1984 ein. Am 15. Juli 1985 wurde die Kōhin-Südlinie stillgelegt und durch eine Buslinie der Gesellschaft Hokumon Bus ersetzt.

## Liste der Bahnhöfe
| Name                 | km   | Anschlusslinien                 | Lage   | Ort    |
| -------------------- | ---- | ------------------------------- | ------ | ------ |
| Okoppe (興部)        | 00,0 | Nayoro-Hauptlinie (stillgelegt) | Koord. | Okoppe |
| Sawaki (沢木)        | 08,3 |                                 | Koord. | Ōmu    |
| Moto-Sawaki (元沢木) | 10,3 |                                 | Koord. | Ōmu    |
| Sakaeoka (栄丘)      | 13,4 |                                 | Koord. | Ōmu    |
| Ōmu-Kyōei (雄武共栄) | 16,2 |                                 | Koord. | Ōmu    |
| Ōmu (雄武)           | 19,9 |                                 | Koord. | Ōmu    |